# Ivan Alexeïevitch Vichnegradski
Ivan Alexeïevitch Vichnegradski, (en russe : Иван Алексеевич Вышнеградский), né le 1er janvier 1832 à Vychni Volotchek, décédé le 6 avril 1895 à Saint-Pétersbourg, est un homme politique, un scientifique et un mécanicien russe. Il est ministre des Finances du 1er janvier 1887 au 30 août 1892.

## Biographie
Issu d'une famille de prêtres, Ivan Alexeïevitch Vichnegradski étudie au séminaire théologique de Tver où il obtient son diplôme, il poursuit ses études à l’Institut pédagogique de Saint-Pétersbourg.

### Scientifique et mécanicien
Plus tard, il enseigne les mathématiques et la mécanique dans diverses écoles militaires de l'ancienne capitale des tsars. Puis dans cette même ville il se voit confier le Département de la mécanique de l'Institut technologique, de 1875 à 1878, il dirige ce même Institut.
Ses travaux entrepris dans la mécanique et la construction mécanique sont reconnus, ils lui apportent une certaine notoriété. Il rédige également plusieurs ouvrages et manuels destinés également à la mécanique.
Ivan Alexeïeitch Vischnegradsky se distingue également dans la gestion d'entreprises par actions. Grâce à ses talents d'administrateur, il se bâtit une grande fortune : celle-ci s'élève en 1886 à près d'un million de roubles.

### Carrière politique
En 1884, il est nommé membre du Conseil de l'Instruction publique. En 1886, Vichnegradski entre au Conseil d'État. Le 1er janvier 1887, Alexandre III de Russie le nomme ministre des Finances.
Durant les années pendant lesquelles il occupe ce poste, Vichnegradski entreprend de nombreuses réformes : afin de diminuer le déficit budgétaire de l'Empire, il continue la politique de son prédécesseur. Pour ce faire, il permet au gouvernement de participer plus activement aux taux concernant le transport par trains du réseau ferroviaire privé. Pour équilibrer le budget de l'Empire, il nationalise les chemins de fer réalisant de faibles bénéfices, il apporte un ferme soutien à la production et met en place un programme de réforme monétaire. Il encourage l'exportation des produits céréaliers mais met un frein à l'importation, il relève les taux concernant les transports par voies ferrées, les impôts indirects subissent une augmentation, par ces différentes entreprises en matière fiscale il réussit à équilibrer le budget de la Russie impériale. Il fait stocker une importante réserve d'or, il renforce le rouble-papier et met en place certaines dispositions pour la mise en circulation de l'or.
L'opinion publique le considère comme le principal coupable de la famine russe de 1891-1892, car cela est une conséquence de sa politique d'élévation des impôts indirects, forçant les paysans à vendre leurs céréales pour l'exportation.
Le 30 août 1892, malade, Ivan Alexeïevitch Vichnegradski présente sa démission à Alexandre III de Russie, le tsar l'accepte.
Ivan Alexeïevitch Vichnegradski décéda le 6 avril 1895 à Saint-Pétersbourg, il est inhumé en l'église du Monastère Alexandre-Nevski à Saint-Pétersbourg.